# Omán az 1996. évi nyári olimpiai játékokon
Omán az egyesült államokbeli Atlantában megrendezett 1996. évi nyári olimpiai játékok egyik részt vevő nemzete volt. Az országot az olimpián 4 sportágban 4 sportoló képviselte, akik érmet nem szereztek.

## Atlétika
Férfi
| Versenyző        | Versenyszám | Előfutam | Előfutam | Előfutam | Negyeddöntő | Negyeddöntő | Negyeddöntő | Elődöntő | Elődöntő | Elődöntő | Döntő   | Döntő    |
| Versenyző        | Versenyszám | Idő      | Hely.    | Össz.    | Idő         | Hely.       | Össz.       | Idő      | Hely.    | Össz.    | Idő     | Helyezés |
| ---------------- | ----------- | -------- | -------- | -------- | ----------- | ----------- | ----------- | -------- | -------- | -------- | ------- | -------- |
| Mohammed el-Húti | 200 m       | 21,10    | 6.       | 58.*     | kiesett     | kiesett     | kiesett     | kiesett  | kiesett  | kiesett  | kiesett | kiesett  |

* - egy másik versenyzővel azonos eredményt ért el

## Kerékpározás

### Országúti kerékpározás
Férfi
| Versenyző               | Versenyszám   | Idő           | Helyezés      |
| ----------------------- | ------------- | ------------- | ------------- |
| Júszef Hanfar as-Sakali | Mezőnyverseny | nem ért célba | nem ért célba |

## Sportlövészet
Férfi
| Versenyző       | Versenyszám       | Selejtező | Selejtező | Döntő   | Döntő    |
| Versenyző       | Versenyszám       | Pont      | Helyezés  | Pont    | Helyezés |
| --------------- | ----------------- | --------- | --------- | ------- | -------- |
| Halífa el-Hátri | Légpuska          | 578       | 37.       | kiesett | kiesett  |
| Halífa el-Hátri | Sportpuska, fekvő | 584       | 50.       | kiesett | kiesett  |

## Úszás
Férfi
| Versenyző              | Versenyszám  | Előfutam | Előfutam | Előfutam | Döntő   | Döntő   | Döntő   | Helyezés |
| Versenyző              | Versenyszám  | Idő      | Hely.    | Össz.    | Típus   | Idő     | Hely.   | Helyezés |
| ---------------------- | ------------ | -------- | -------- | -------- | ------- | ------- | ------- | -------- |
| Rásid Szálim el-Masári | 1500 m gyors | 18:11,59 | 3.       | 34.      | kiesett | kiesett | kiesett | kiesett  |